# Шлыковка (Саратовская область)
Шлыковка — деревня в Татищевском районе Саратовской области, входит в состав Вязовского муниципального образования. Основана в 1894 году.

## География
Деревня находится на расстоянии примерно 31 км (по прямой) к северо-востоку от рабочего посёлка Татищево, административного центра района.

### Часовой пояс
Деревня Шлыковка, как и вся Саратовская область, находится в часовой зоне МСК+1. Смещение применяемого времени относительно UTC составляет +4:00.

## Население
| 2010 |
| ---- |
| 15   |

### Национальный состав
Согласно результатам переписи 2002 года, в национальной структуре населения русские составляли 100 % из 25 чел.